# Voronezj oblast
Voronezj oblast är ett oblast i västra Ryssland med en yta på 52 400 km² och cirka 2,3 miljoner invånare. Huvudort är Voronezj.